# Arnold Wadler
Arnold Wadler (geboren 7. Mai 1882 in Krakau, Österreich-Ungarn; gestorben 2. September 1951 in Los Gatos) war ein deutscher Sprachwissenschaftler.

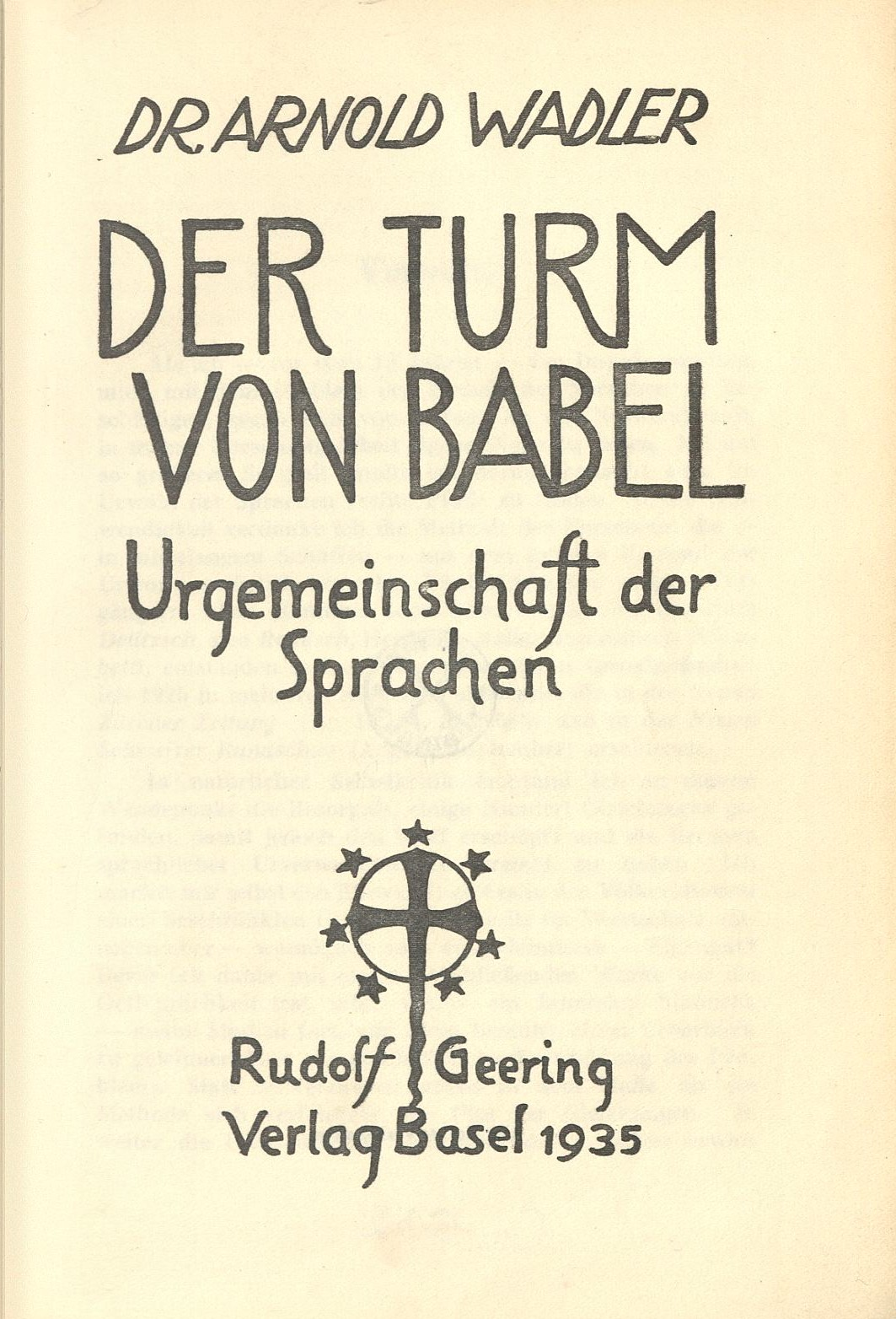
Die Urgemeinschaft der Sprachen (1935)

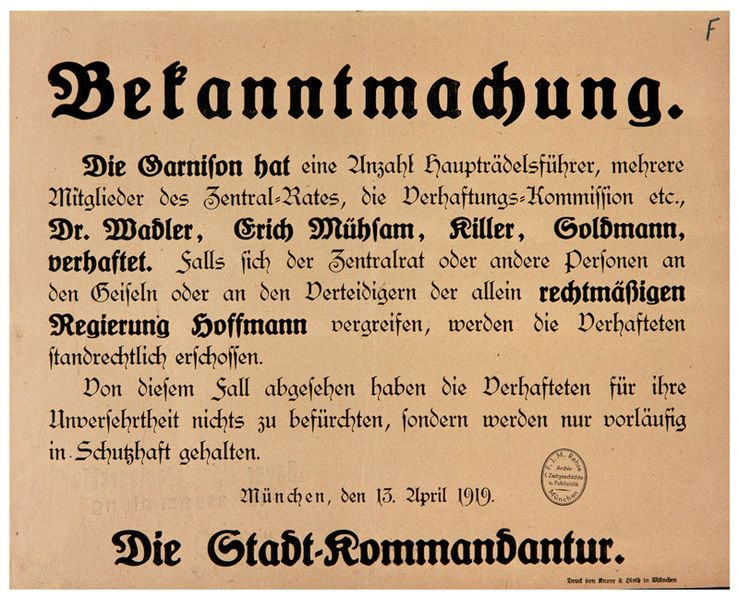
Wadler verhaftet (1919)

## Leben
Arnold Wadler war ein Sohn des Kaufmanns Bernhard Wadler (1857–1934) und der Marja Danzig (1857–1942), sein Bruder Wilhelm Wadler (1884–1964) wurde Mediziner in Gera, ihm gelang die Flucht vor den Nationalsozialisten in die USA. Seine Mutter wurde 1942 im Ghetto Theresienstadt Opfer des Holocaust.
Die Familie zog 1893 nach München. Arnold leistete nach dem Abitur Wehrdienst und studierte Rechts- und Staatswissenschaften an der Universität München, wo er 1907 mit der Dissertation Die Kriminalität der Balkanländer promoviert wurde. Er erhielt 1908 die Bayerische Staatsangehörigkeit, wurde Rechtsanwalt in München und befasste sich zunehmend mit der Anthroposophie und der vergleichenden Sprachforschung.
Im Ersten Weltkrieg wurde Wadler als Soldat eingezogen und war in der Rechtsabteilung des Kriegsministeriums eingesetzt. Er wurde 1915 zum Leutnant der Reserve befördert, 1918 wurde er in das besetzte Brüssel kommandiert. Bei Kriegsende wurde er Mitglied der Unabhängigen Sozialdemokratischen Partei Deutschlands (USPD). Im Freistaat Bayern wurde er Anfang 1919 von der Regierung Hoffmann zum Referenten für Wohnungsfürsorge beim Staatskommissar für Demobilmachung Martin Segitz bestellt. In den Apriltagen der Münchner Räterepublik wurde er vom Revolutionären Zentralrat zum Kommissar für Wohnungswesen ernannt. Er wurde beim sogenannten Palmsonntagsputsch am 13. April 1919 von der Republikanischen Schutztruppe unter dem Kommando von Alfred Seyffertitz verhaftet und nach Eichstätt verbracht. Wadler wurde im Juli 1919 wegen Hochverrats zu acht Jahren Zuchthaus verurteilt und 1924 begnadigt. 1927 zog er nach Berlin, war wieder als Rechtsanwalt tätig und übernahm die Administration der 1923 gegründeten Rudolf-Steiner-Schule Berlin.
Nach der Machtübergabe an die Nationalsozialisten 1933 emigrierte Wadler in die Schweiz und publizierte als Sprachwissenschaftler mehrere Bücher zur Genese der Sprache. Er ging nach Paris und war von 1938 bis 1940 als Übersetzer in fünf Sprachen für den französischen Ministerrat tätig. 1940 wurde er als feindlicher Ausländer interniert. Ihm gelang die Flucht über Spanien in die USA, wo er Ende 1940 als politischer Flüchtling anerkannt wurde. Er schlug sich die nächsten Jahre als freier Sprachwissenschaftler und Vortragsreisender in den USA durch und unternahm 1948 eine Reise durch Westeuropa. Er übersetzte Albert Steffens anthroposophische Dramen „Manes“ und „Barrabas“ ins Englische und plante ein Buch über Atlantis. Die Mark Twain Society ernannte ihn zum Ehrenmitglied.
Wadler war mit der Schweizer Künstlerin Lili Bosshard verheiratet.

## Schriften (Auswahl)

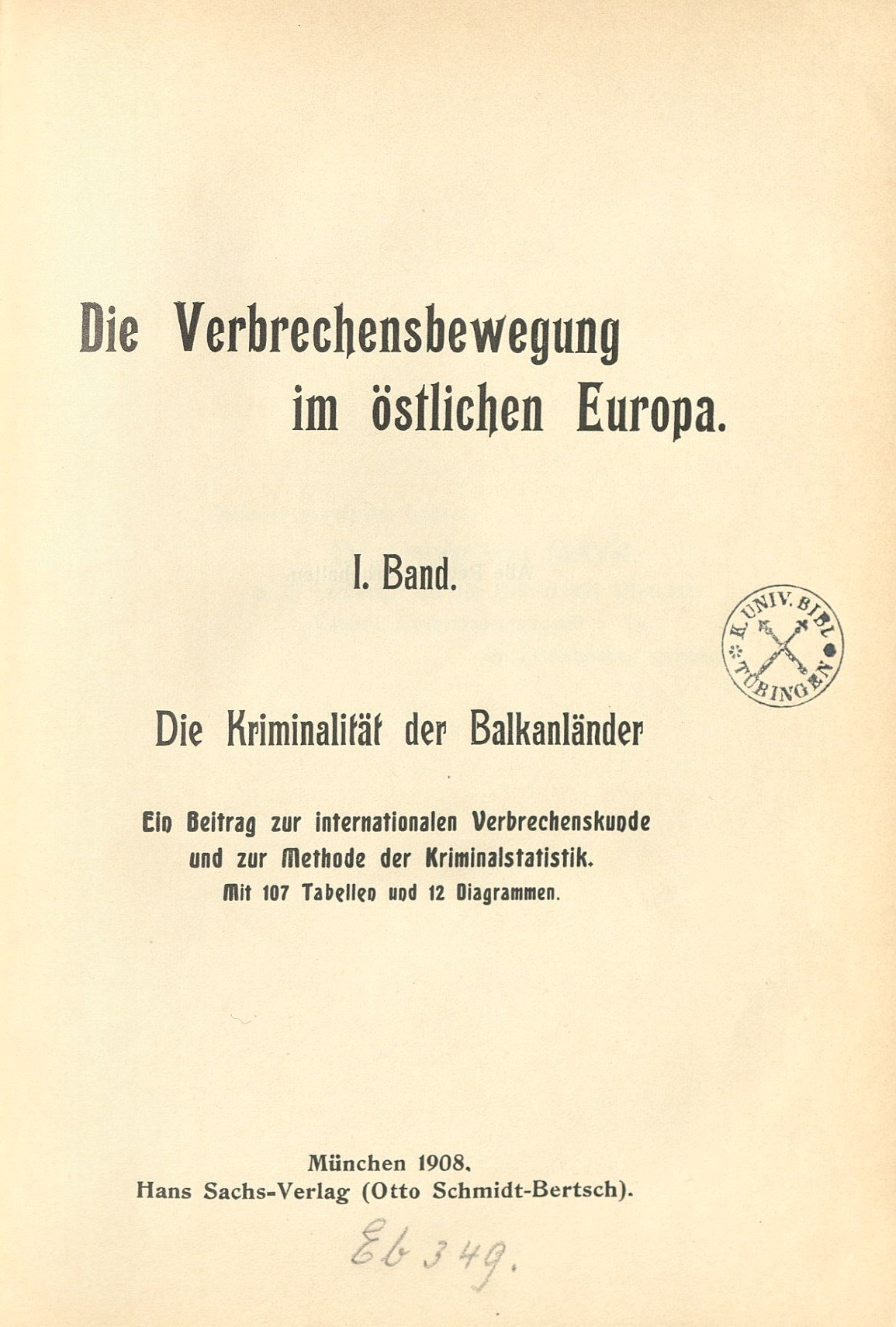
Dissertation (1908)

- Die Verbrechensbewegung im östlichen Europa - 1: Die Kriminalität der Balkanländer. München: Sachs, 1908
- Die Statistik in Deutschland. München, 1911
- Bayern und seine Gemeinden unter dem Einfluß der Wanderungen der letzten 50 Jahre. München, 1912
- Der Turm von Babel – die Urgemeinschaft der Sprachen. Basel: Geering, 1935
  - One Language – Sources of all tongues. New York: American Press for Art and Science, 1948
- Germanische Urzeit : Quellen zur Vorgeschichte der deutschen Sprache. Basel: Geering, 1936
- Das Rätsel der Indogermanen. Basel: Geering, 1937